# Standing on the Edge
Standing on the Edge ist das am 7. Mai 2021 veröffentlichte zweite Soloalbum des irischen Sängers Robin McAuley.

## Hintergrund
Robin McAuley hatte als Mitglied von Far Corporation erstmals internationale Bekanntheit erlangt und arbeitete ab 1987 mit Michael Schenker in der nach den beiden Musikern benannten McAuley Schenker Group zusammen. Er veröffentlichte 1999 ein Soloalbum mit dem Titel Business as Usual, das jedoch ausschließlich in Japan erschien. Mitte der 2000er-Jahre war McAuley Sänger der Band Survivor, seit 2012 arbeitet er wieder mit Michael Schenker zusammen, beteiligt sich jedoch auch an anderen musikalischen Projekten.
2020 veröffentlichte er mit der Band Black Swan, der neben ihm auch Jeff Pilson, Reb Beach und Matt Starr angehören, das Album Shake the World, das bei Frontiers Records erschien. In verschiedenen Rezensionen wurde anschließend insbesondere die gesangliche Leistung McAuley hervorgehoben, der „geradezu entfesselt“ singe. Robin McAuley sei so „fantastisch wie zu seinen besten Zeiten.“
Die Plattenfirma animierte den Sänger daraufhin, ein Soloalbum aufzunehmen.
Da McAuley nicht wusste, wie er mit der Arbeit beginnen sollte, bat er Tony Franklin um Rat, der ihn auf Tommy Denanders Fähigkeiten als Songschreiber hinwies. Mit ihm schrieb er Do You Remember und Chosen Few. Danach nahm der Sänger Kontakt mit Keyboarder Phil Lanzon (Uriah Heep) auf, mit dem er Anfang der 1980er Jahre in der Band Grand Prix gespielt hatte. Mit ihm schrieb er Like a Ghost. Nach einer Kollaboration mit Howard Leese (Heart, Bad Company) für den Song Supposed to do Now wandte er sich an Allessandro Del Vecchio, mit dem die meisten Songs des Albums entstanden. Del Vecchio übernahm auch die Produktion.
Die COVID-19-Pandemie wirkte sich unmittelbar auf das Songwriting aus:

„Wenn du gesagt bekommst, dass du zu Haus bleiben sollst, fängst du nach einer Weile an, dich zu langweilen, und du beginnst, Covid-19 zu behandeln, als wäre es die schlimmste Freundin, mit der du je zusammen warst. Weil du ihre Anwesenheit nicht mehr erträgst, obwohl du jede Sekunde, Tag und Nacht, mit ihr verbringst. Die Menschen verändern sich auf einmal, wenn sie unter Druck geraten. Sie fangen an, sich wie Tiere zu benehmen, und ich frage mich: Mein Gott, was passiert da? So hat sich eine Menge Material angesammelt, auch durch den Ärger, nicht auf Tour gehen zu können. Ich habe einfach ausgespuckt, was ich dachte, und das entlud sich dann in Form von Standing on the Edge. Das war der erste Song, den ich für diese Scheibe geschrieben habe, und ich fand, das sei auch ein guter Albumtitel.“

Die Aufnahmen fanden in der zweiten Hälfte des Jahres 2020 statt. Wegen der COVID-19-Pandemie konnte das Album nicht auf herkömmlichem Weg entstehen: McAuley nahm seine Demos bei sich zu Hause in Los Angeles auf und schickte die Dateien nach Italien. Nach deren Bearbeitung arbeitete er mit dem Tontechniker Andy Zuckerman an jeweils drei Tagen pro Woche für zwei Stunden im Studio an der Aufnahme seines Gesangs.
Alle mitwirkenden Musiker gehören zur Hausband von Frontiers Records. Zusätzlich wirkten an den Aufnahmen der Gitarrist Howard Leese und der Keyboarder Phil Lanzon mit.
Als erste Single des Albums wurde am 25. Februar 2021 der Titelsong ausgekoppelt. Ihm folgte am 2. April 2021 die Single Say Goodbye, und am 7. Mai 2021, dem Veröffentlichungstag des Albums, erschien außerdem die Single Wanne Take a Ride. Zu allen drei Liedern wurden Musikvideos gedreht und herausgebracht. Das Album wurde auf CD, LP, und über Online-Musikdienste angeboten. In Japan wurde Standing on the Edge mit einer Akustikversion von Run Away als Bonustrack angeboten.

## Titelliste
| Nr.          | Titel                | Autor(en)                                              | Gastmusiker            | Länge |
| ------------ | -------------------- | ------------------------------------------------------ | ---------------------- | ----- |
| 1.           | Thy Will Be Done     | Allessandro Del Vecchio, Robin McAuley, Pete Alpenborg |                        | 3:53  |
| 2.           | Standing on the Edge | Del Vecchio, McAuley, Alpenborg, Ulrick Löonqvist      |                        | 4:17  |
| 3.           | Late December        | Del Vecchio, McAuley, Alpenborg                        |                        | 3:35  |
| 4.           | Do You Remember      | Tommy Denander, McAuley                                |                        | 4:24  |
| 5.           | Say Goodbye          | Del Vecchio, McAuley, Alpenborg                        |                        | 4:22  |
| 6.           | Chosen Few           | Denander, McAuley                                      | Gitarre: Howard Leese  | 4:22  |
| 7.           | Run Away             | Del Vecchio, McAuley, Alpenborg                        |                        | 3:41  |
| 8.           | Supposed to do Now   | Howard Leese, McAuley, Del Vecchio                     |                        | 3:27  |
| 9.           | Wanna Take a Ride    | Del Vecchio, McAuley, Alpenborg                        |                        | 3:49  |
| 10.          | Like a Ghost         | Phil Lanzon, McAuley                                   | Keyboards: Phil Lanzon | 4:27  |
| 11.          | Running out of Time  | Del Vecchio, Mc Auley                                  |                        | 4:22  |
| Gesamtlänge: | Gesamtlänge:         | Gesamtlänge:                                           | Gesamtlänge:           | 44:33 |

## Rezeption

### Rezensionen
In Rocks schrieb Daniel Böhm, erst auf dem Debütalbum von Black Swan habe sich „McAuley wieder in der blendenden Hardrock-Verfassung“ gezeigt, in der man ihn „bis in die frühen Neunziger hinein bei der McAuley Schenker Group erleben durfte.“ Zwar erreiche sein neues Solowerk „nicht die Qualität und den Härtegrad“ von Shake the World, seine Vorzüge habe es dennoch, zumal „die Stimme des Sängers in einem ungleich melodiebetonteren Umfeld strahlen“ dürfe. Böhm vergab 8 von 10 möglichen Punkten.

### Charts und Chartplatzierungen
| ChartsChartplatzierungen | Höchstplatzierung | Wochen |
| ------------------------ | ----------------- | ------ |
| Schweiz (IFPI)           | 36 (1 Wo.)        | 1      |